# 大竹交流道
大竹交流道為臺灣國道二號的交流道，位於臺灣桃園市大園區埔心里與蘆竹區新莊里交界，指標原為5k，後調整為4k（交流道中心約位於4.9k）。
|        | 4 大竹 |  | 蘆竹 青埔 |
| 高鐵站 | 4 大竹 |  |           |

## 鄰近公路
- 台31線
- 市道110號
- 市道110甲線

## 外部連結
- 國道二號大竹交流道示意圖 （页面存档备份，存于）（交通部高速公路局）